# Igor Eberhard
Igor Eberhard (geboren 1973 in Worms) ist ein deutscher Anthropologe, Journalist und Autor; er lehrt am Institut für Kultur- und Sozialanthropologie der Universität Wien. Seit 2019 ist er Archivmanager beim Ethnographischen Datenarchiv. 

## Leben
Igor Eberhard studierte von 1994 bis 2003 in Wien und Mainz Sozialanthropologie, Philosophie und Geschichte. Es folgte eine Tätigkeit als Studienassistent im Bereich Archiv am Institut für Ethnologie, Kultur- und Sozialanthropologie der Universität Wien. Seit 2009 ist Eberhard Universitätslektor ebendort. 2015 schloss er sein Doktoratsstudium der Kultur- und Sozialanthropologie an der Universität Wien ab und wurde promoviert. Eberhard ist seit 2017 Projektmanager beim Projekt „Ethnografische Datenarchivierung“ am Institut für Kultur- und Sozialanthropologie.
Seit 2007 ist Igor Eberhard Co-Herausgeber und Co-Initiator der Reihe Pazifik-Dossiers der Österreichisch-Südpazifische Gesellschaft (OSPG). Neben seiner Lehrtätigkeit hält er Vorträge u. a. in Kunstgalerien und Museen zum Thema „Tätowierungen in der Kunst“.

## Forschung und Lehre
Die Forschungsschwerpunkte von Igor Eberhard sind Tätowierungen, Körpermodifikationen, Schönheit und Schönheitswahrnehmung, Erinnerungsforschung, materielle Kultur und Populärkultur. „Im Rahmen der Reihe "Körper formen" geht Eberhard der Entstehung und der Langzeitwirkung dieser Vorurteile bis heute nach. Ausgangspunkt der Veranstaltungsreihe sind Arbeiten der Bildhauerin Kirsten Krüger. Wissenschaftliche Sammelpraxen und Forschungen über Tätowierungen haben einen besonderen Beitrag zur Verfestigung dieser Stereotype geleistet – mit zum Teil fatalen Folgen. Am Beispiel der Heidelberger Tattoo-Sammlung des Dermatologen und Medizinhistorikers Walther Schönfeld (1888-1977) wird gezeigt, wie Forschungen im deutschsprachigen Raum zum Bild von kranken, ‚abnormen‘ oder kriminellen Tätowierten beigetragen haben.“

## Stipendien
- 2015 Forschungsstipendium der Stadt Wien.
- 2007 Forschungsstipendium der Universität Wien.
- 2006 Forschungsstipendium der Universität Wien.

## Werke (Auswahl)
- mit Stefan Donecker und Markus Hirnsperger: Wege zum Norden: Wiener Forschungen zu Arktis und Subarktis.  LIT Verlag, 2013, ISBN 978-3-643-50497-5.
- Pimp My Körper!: Arbeiten über Tätowierungen. AVM – Akademische Verlagsgemeinschaft, München 2012, ISBN 978-3-86924-249-1.
- mit Aline Lenzhofer, Isabelle Poncette und Michaela Harfst: Stich:Punkte: Theorie und Praxis der Tätowierung.  HammockTreeRecords, 2012, ISBN 978-3-9503048-5-5.
- mit Julia Gohm und Margit Wolfsberger: Kathedrale der Kulturen: Repräsentation von Ozeanien in Kunst und Museum. LIT Verlag, 2008, ISBN 978-3-8258-1849-4.
- Stigma Tattoo? transcript, 2019, ISBN 978-3-8376-4444-9.